# ミドルマーチ
ミドルマーチ（Middlemarch, A Study of Provincial Life）は、ジョージ・エリオットのペンネームをもつ英国の作家メアリー・アン・エヴァンスが執筆した小説。1871年と1872年に8回に分けて発表された。1829年から1832年までの架空のイングランド中部の商業都市ミドルマーチの町を舞台に、それぞれ異なった生活環境の中でともに理想に燃える二人の男女の人生の経緯を描く物語。副題に「地方生活の一習作」とあるように、ミドルマーチの住民を描きながら、多彩な人生模様と心の動きを描いて、人生について深く考えさせる書となっている。エリオットは1869年から1870年にこの小説を形成する2つの作品を書き始め、1871年に完成させた。最初のレビューはまちまちであったが、後年ヴァージニア・ウルフが、この本を激賞して以来、今では彼女の最高傑作、英国における偉大な小説の1つとして広く見られている。

## 背景
『ミドルマーチ』はエリオットが1869年から1870年の内に執筆した未完の二作品、『ミドルマーチ』（リドゲートを主人公とする）と長編の『ミス・ブルック』（ドロシアを主軸に置く）を前身としている。前者は1869年元日のエリオットの日記にその年から書き始める作品のリストの中に記載がある。同年8月、彼女は執筆を開始したが、翌9月には作品に対する自信喪失と結核に冒されたジョージ・ヘンリー・ルイスの息子、ソーニーの看病に追われて断念する（エリオットは1854年よりルイスとオープンマリッジの形で事実婚をしていた）。1869年10月19日にソーニーが亡くなって以降、彼女は創作活動を全て休止してしまう。この時点でエリオットが、後に執筆を再開する意図があったかは定かではない。
同年12月、彼女は執筆活動を再開し、新たに書き始めた作品はエリオット曰く、「小説を書き始めて以来ずっと構想を練ってきたもの」を題材としている。同月末には100ページほど書き終え、タイトルを『ミス・ブルック』とする。はっきりした時期は定かでないが、1871年3月頃には彼女がこの作品と『ミドルマーチ』の断片を繋ぎ合わせ始めたとされている。構想段階において、エリオットは18世紀の詩や歴史家、劇、哲学者や批評家の何百にもわたる引用を8カ国語でノートに書き留めていた。
1871年5月には、物語が長くなりすぎたために、当時通例であった三部作の分冊での出版が困難になったことがエリオットを悩ませた。直近の彼女の作品である『急進論者フェリックス・ホルト』（1866年出版、ここでも参政権運動前のイングランドが舞台である）の売れ行きが芳しくなかったことも事態に拍車をかけた。これはこの作品が当時過激であるとされていた民主主義に賛同する姿勢を見せたためで、出版者のジョン・ブラックウッドはエリオットの編集者でもあったルイスから、『ミドルマーチ』ではヴィクトール・ユゴーの『レ・ミゼラブル』の刊行に於いて採用された8つの分冊を2か月毎に出版する方法を提案される。これはチャールズ・ディケンズの『デイヴィッド・コパーフィールド』やウィリアム・メイクピース・サッカレイの『虚栄の市』のような長編において月刊の代わりに使用された手順で、エリオットが小説を細かく分けようとしたのを防いだ。冊数が多くなるため、「読者の心を掴み続けるのが難しくなり、批判が起こるのではないか」という懸念はあったが、ブラックウッドは了承する。そして8つの分冊は1872年の内に刊行され、最後の三つは月刊の形式をとった。

1863年のサッカレイ、1870年のディケンズの死をうけ、エリオットは「イギリスで存命する最も偉大な小説家である」と最後の分冊の出版時に評された。

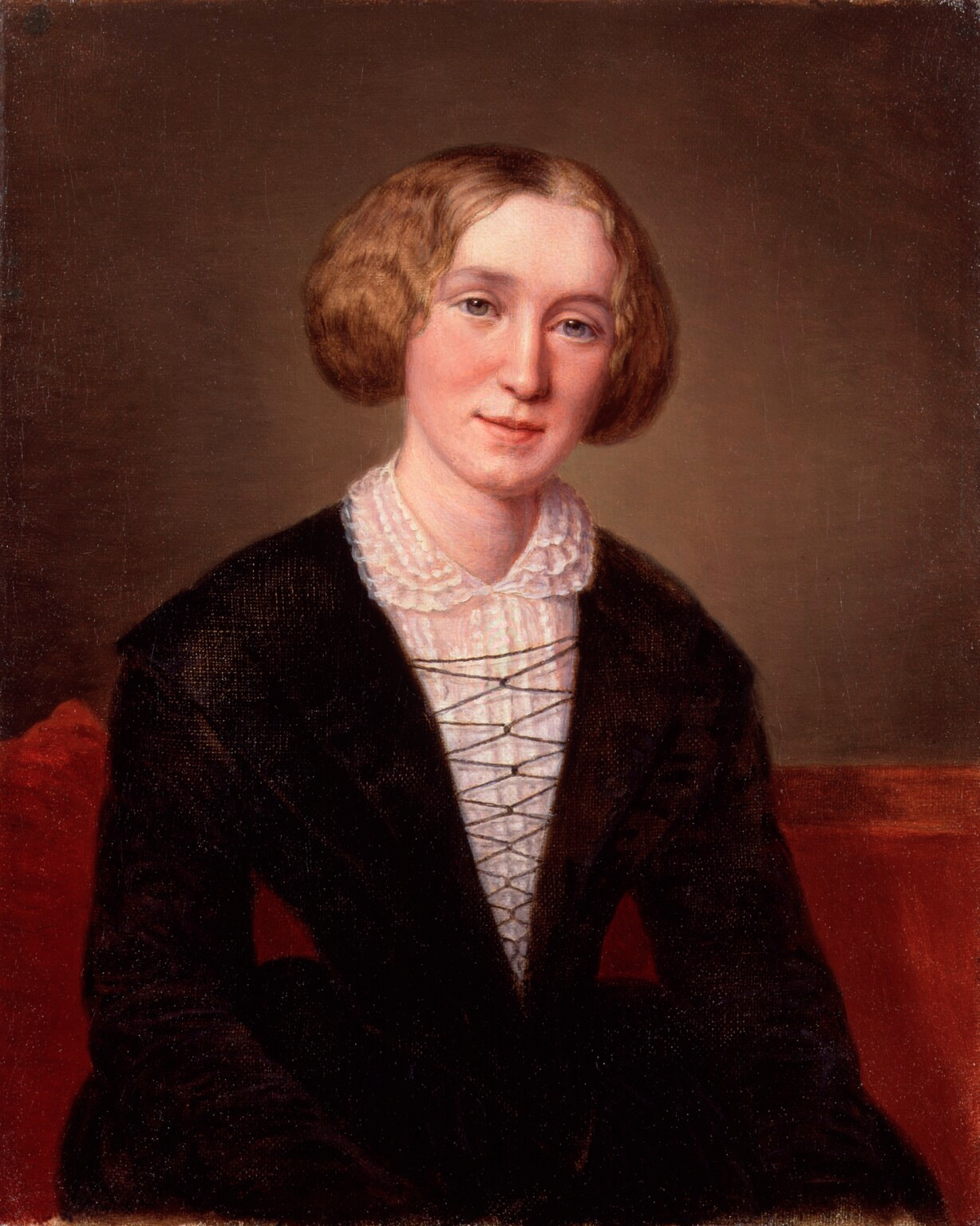
ジョージエリオット

## あらすじ
ミドルマーチは、1829年から1832年改革法までの架空のミッドランドの町、ミドルマーチの住民の生活に焦点を当てている。物語は、力点の置き方の違う四つの筋書きから成り立っている、すなわち、ドロシア・ブルックの生涯、テルティウス・リドゲイトのキャリア、フレッド・ヴィンシーによるメアリー・ガースへの求愛、ニコラス・ブルストロードの不名誉である。2つの主要な筋書きは、ドロテアとリドゲイトのそれである。それぞれの筋書きは同時進行で進んでいくが、ブルストロードの物語は後の章に集中している。
ドロシア・ブルックは両親を早く失くした19歳の孤児で、妹のセリアと共に大地主の伯父ブルックの庇護を受けて暮らしている。ドロシアは美貌で、特に敬虔な若い女性で、叔父は好ましく思っていないが、趣味は小作農の建物の改修である。
ドロシアは、自分と同年代の若い地主、ジェームス・チェタム卿から求愛されるが、彼女は彼のことが良くわからない。彼女は代わりに、自分よりも27歳も年上の中年エドワード・カソーボン牧師に惹かれている。ドロシアは、妹の懸念にもかかわらず、カソーボンからの結婚の申し出を受諾する。チェタムは、彼に興味を持ったセリアに関心を向けるようになる。
フレッドとロザモンド・ヴィンシーは、ミドルマーチの町長の長男と長女である。大学を卒業したことがないフレッドは、大学を卒業していないので、失敗者で怠け者と思われているが、金持ちだが不快な印象を与える叔父フェザーストーンの相続人と目されているため、ダラダラと暮らしていくことが許されている。フェザーストーンは、結婚しにより彼の姪になったメアリー・ガースを住み込みの使用人(companion)として置いている。メアリー・ガースは地味だと見られているが、フレッドは彼女に恋をしていて、彼女と結婚したいと思っている。ドロシアとカソーボンは、ローマでの新婚旅行で結婚の最初の緊張を経験する。ドロシアは、夫が彼女を知的な探究の道連れとするのに興味がなく、結婚の主な理由であった大量のメモを公開するつもりのないのに気づいてしまった。彼女は、カソーボンのはるかに若く相続権のない従弟のウィル・ラディスロウに出会う。ウィルをカソーボン金銭的に面倒を見てやっている。ラディスロウはドロシアに惹かれ始めていく。彼女は気づかないままだが、2人は友好的になる。
フレッドは多額の借金を抱え、借金を返すことができないことに悩む。メアリーの父親であるガースに借金の保証人に頼んでいるので、彼はガースにそれを放棄しなければならないと告げる。その結果、ガース夫人の4年間の収入からの貯蓄は、メアリーの貯蓄と同様に、彼女の最年少の息子の教育のために留保されていた。その結果、ガースはメアリーにフレッドと結婚しないように警告する。
フレッドは病気にかかり、ミドルマーチに新しく到着した医師であるテルティウス・リドゲート博士の治療を受ける。リドゲイトは医学と衛生について現代的な考えを持っており、医師は処方するべきであるが、自分で薬を調剤するべきではないという信念を持っている。これは、町の多くの人々の怒りと批判を巻き起こす。彼は、リドゲートの友人であるフェアブラザーがブルストロードの誠実さについて懸念を持つにもかかわらず、リドゲートの医学的信念に従う病院と診療所を建設したいと考えている、裕福で教会に通う地主であり開発者であるブルストロードと同盟を結んでいる。
リドゲイトはまた、ロザモンド・ヴィンシーとも知り合うようになる。彼の美しさと教養は、浅薄で自己陶酔的である。良い出会いを求めていた彼女は裕福な家族の出身であるリドゲイトと結婚することを決心し、フレッドの病気を医者に近づく機会として利用しようとする。
リドゲートは当初、彼らの関係を純粋な浮気と見なし、世間が彼らが実際に婚約者同士と見ているのを知り、ロザモンドから離れようとする。しかし、彼女に最後に会ったとき、彼は決意を破り、2人は婚約する。
カソーボンはそれと同じ時期にローマから戻ってきたが、心臓発作を起こした。彼に付き添うために連れてこられたリドゲイトは、ドロシアに、カソーボンの病気の性質と回復の可能性について断言は難しいと語る。
彼が勉強をやめれば、のんびりと暮せば、実際に約15年生きれるかもしれないが、病気は急速に進行する可能性があり、その場合は突然死ぬこともある。フレッドが回復すると、フェザーストーン氏は病気になる。
フェザーストーンは死の床で、2つの心残りを打ち明け、メアリーに1つを片付けるのに手を貸してほしいと頼む。 彼女はビジネスに巻き込まれるのを望まず、協力を拒んで拒否し、フェザーストーンは心残りをそのままに亡くなる。フェザーストーンの計画では、10,000ポンドがフレッド・ヴィンシーに渡される予定だったが、彼の財産は代わりに、彼の非嫡出子であるジョシュア・レグに渡される。
カソーボンは、健康状態も悪く、ドロシアのラディスロウへの善意に疑心暗鬼になっていく。彼はドロシアに、彼が死んだら永遠に「私が嫌うことを避け、私が望むことをするように心がける」ことを約束させようとする。彼女は同意を躊躇し、彼女が答える前に彼は死んでしまう。カソーボンの遺言には、ドロシアがラディスロウと結婚した場合、相続財産を失うという条項が含まれるのが判明する。この状態の特異な本質は、世間が、ラディスロウとドロシアが愛し合っていると疑っていて、それが2人の間にぎこちなさを生み出しているということだ。ラディスロウはドロシアに恋をしているが、この秘密を抱えていて、彼女がスキャンダルに巻き込まれたり、相続財産を失ったりするのを望んでいない。
彼女はそうした間に、自分が彼に恋愛感情を持っているのに気づくが、それは秘めておかねばならない。彼はミドルマーチに残り、ブルックの新聞社で編集者として働いている。ブルックは議会の改革路線へ向けてキャンペーンをはろうとしている。
ロザモンドを喜ばせようとするリドゲートの努力は、すぐに彼に大きな借金を残し、彼はブルストロードに助けを求めることを余儀なくされた。彼は、カムデン・フェアブラザーとの友情によって部分的に支えられている。
一方、フレッド・ヴィンシーは、カレブ・ガースの経済的挫折の責任者であるという屈辱にショックを受け、自分の人生を再評価することを余儀なくされる。彼は寛容なカレブの下で土地管理人として仕事を学ぶことを決意する。フレッドは、フェアブラザーがメアリー・ガースにも恋をしていることに気づかずに、フェアブラザーに彼の事件をメアリー・ガースに弁護するように頼みこむ。フェアブラザーはそれに応じるが、それはメアリーのために自分の欲望を犠牲にすることだった。 メアリーはフレッドを本当に愛していることに気づき、彼が世界で自分の居場所を見つけるのを待つことにする。
ジョン・ラッフルズという、ブルストロードの怪しげな過去を知っている謎の男がミドルマーチに現れ、彼を脅迫しようと企む。教会に通うバルストロードは、若い頃、疑わしい金融取引に従事していたことがある。彼の財産は、裕福ではるかに年上の未亡人との結婚によるものである。
母の遺産を相続したはずの未亡人の娘が家出をした。ブルストロードは彼女を見つけたが、これを未亡人に開示しなかったため、彼は彼女の娘の代わりに財産を相続した。未亡人の娘には息子がいたが、その息子はラディスロウであることが判明した。彼らのつながりを把握すると、ブルストロードは罪悪感に襲われ、ラディスロウに多額の金を提供するが、ラディスロウはそれを汚れた金として拒否する。ブルストロードは、公の場で偽善者として暴露されるのを恐れにより、致命的な病気のラッフルズの死を早め、自分が以前に借金の救済を拒否したリドゲートに多額の融資を行った。しかし、ブルストロードの不名誉な話は、拡散してしまっており、リドゲイトもそれに巻き込まれ、遺産の話が尾ひれをつけて、リドゲートもブルストロードに加担しているかのように語られてしまう。ドロシアとフェアブラザーだけがリドゲイトを信頼し続けているが、リドゲートとロザモンドは依然として一般的な非難によってミドルマーチを去るように周囲から言われている。屈辱を与えられ、ののしられたブルストロードの唯一の慰めは、彼も亡命に直面しているときに妻がそばに立っていることであった。ブルックの選挙運動が崩壊したとき、ラディスロウは町を離れることを決心し、ドロシアを訪ねて別れを告げるが、ドロシアは彼に恋をしている。彼女はカソーボンの財産を放棄し、ラディスロウと結婚することを発表して家族に衝撃を与えた。同時に、新しいキャリアで成功したフレッドは、メアリーと結婚することになる。終幕では、主人公たちのその後の運命が語られる。フレッドとメアリーは結婚し、3人の息子と幸せに暮らしている。リドゲイトはミドルマーチの外で開業医として成功を収め、良い収入を得たが、充実感を見つけることができず、50歳で亡くなり、ロザモンドと4人の子供を残した。 彼の死後、ロザモンドは裕福な医師と結婚する。ラディスロウは公共改革に取り組み、ドロシアは妻と2人の子供の母親として満足している。彼らの息子は最終的にアーサー・ブルックの財産を相続することになる。

## 登場人物

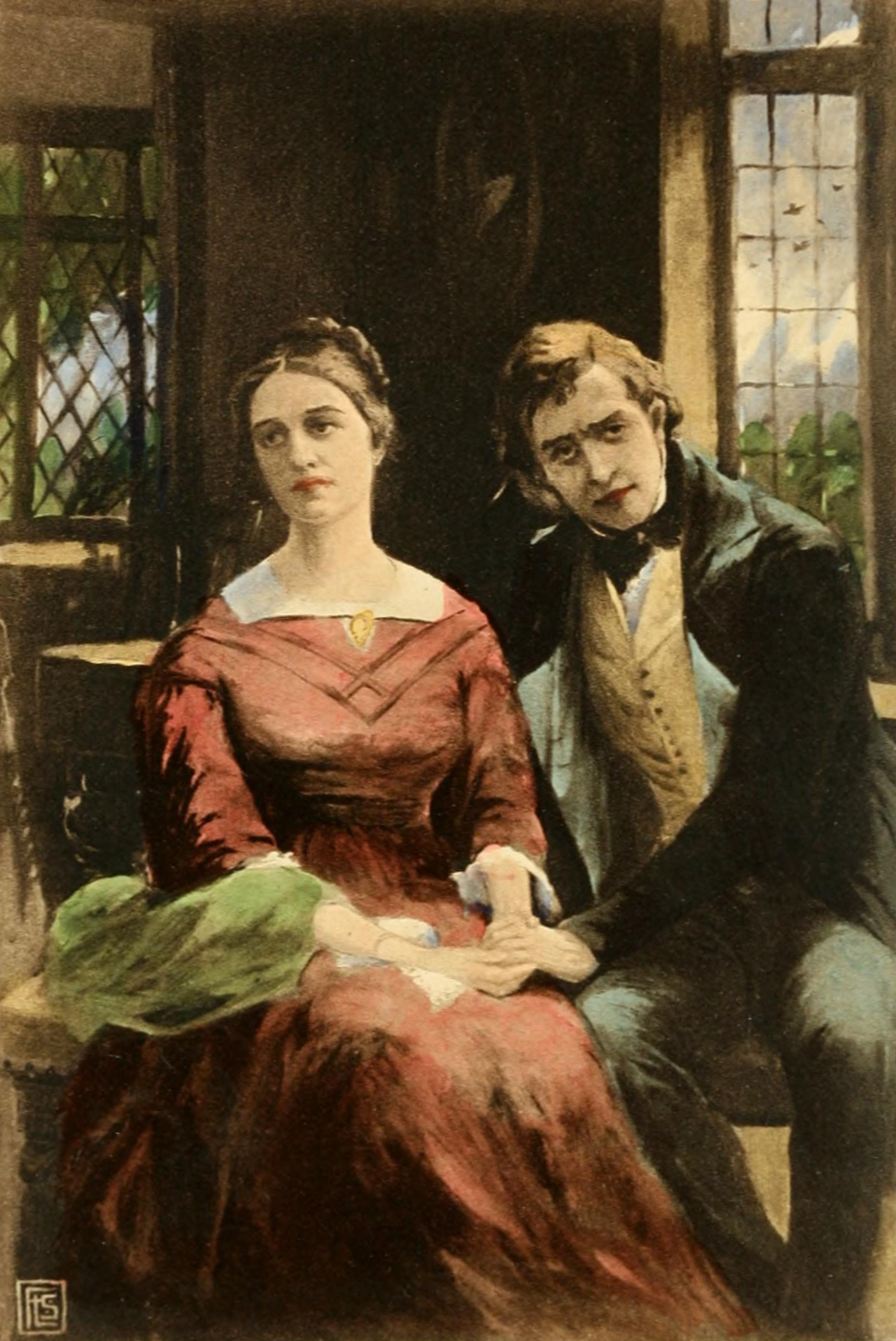
ドロシア・ブルックとウィル・ラディスロウ

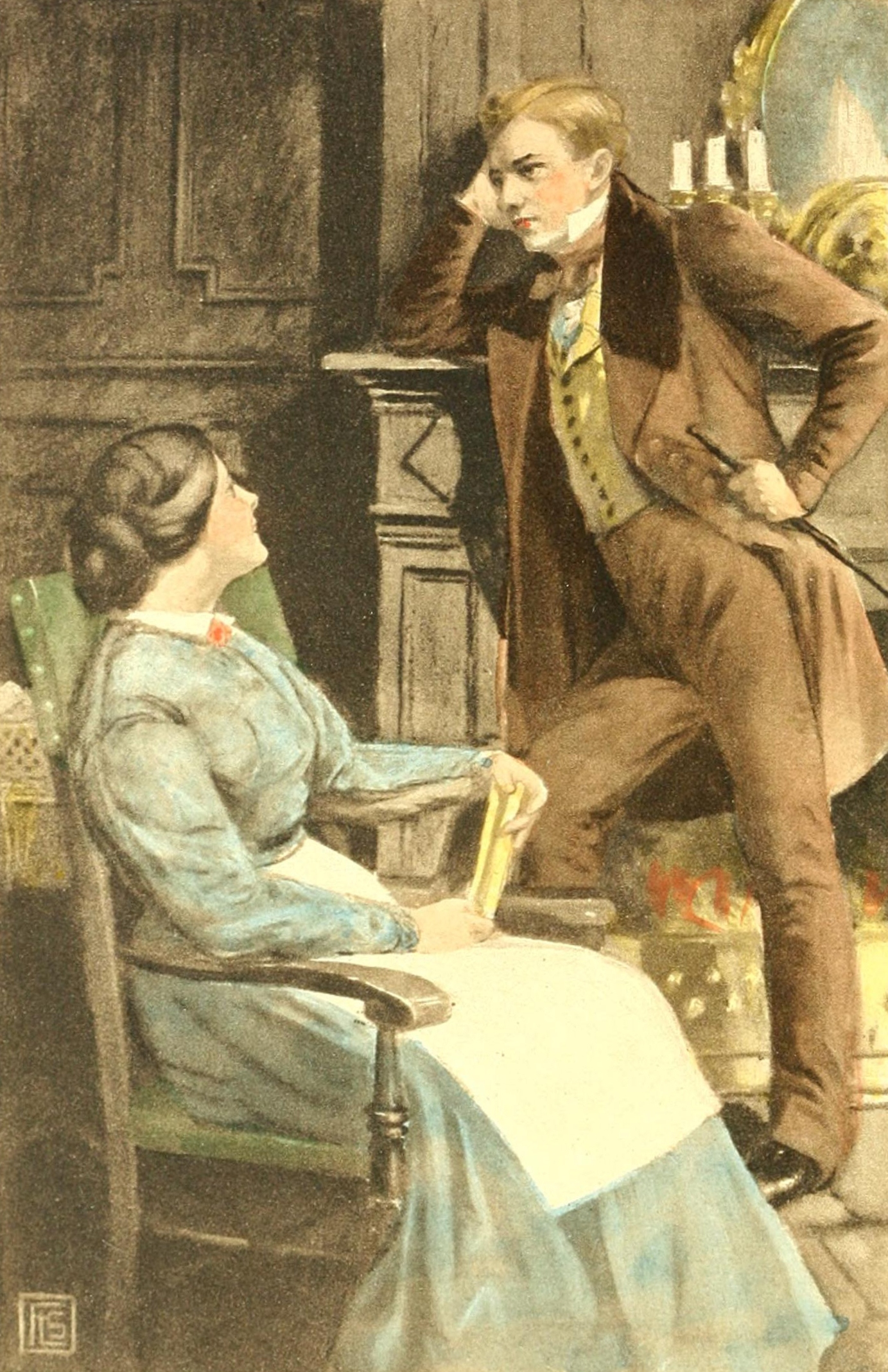
メアリー・ガースとフレッド・ヴィンシー

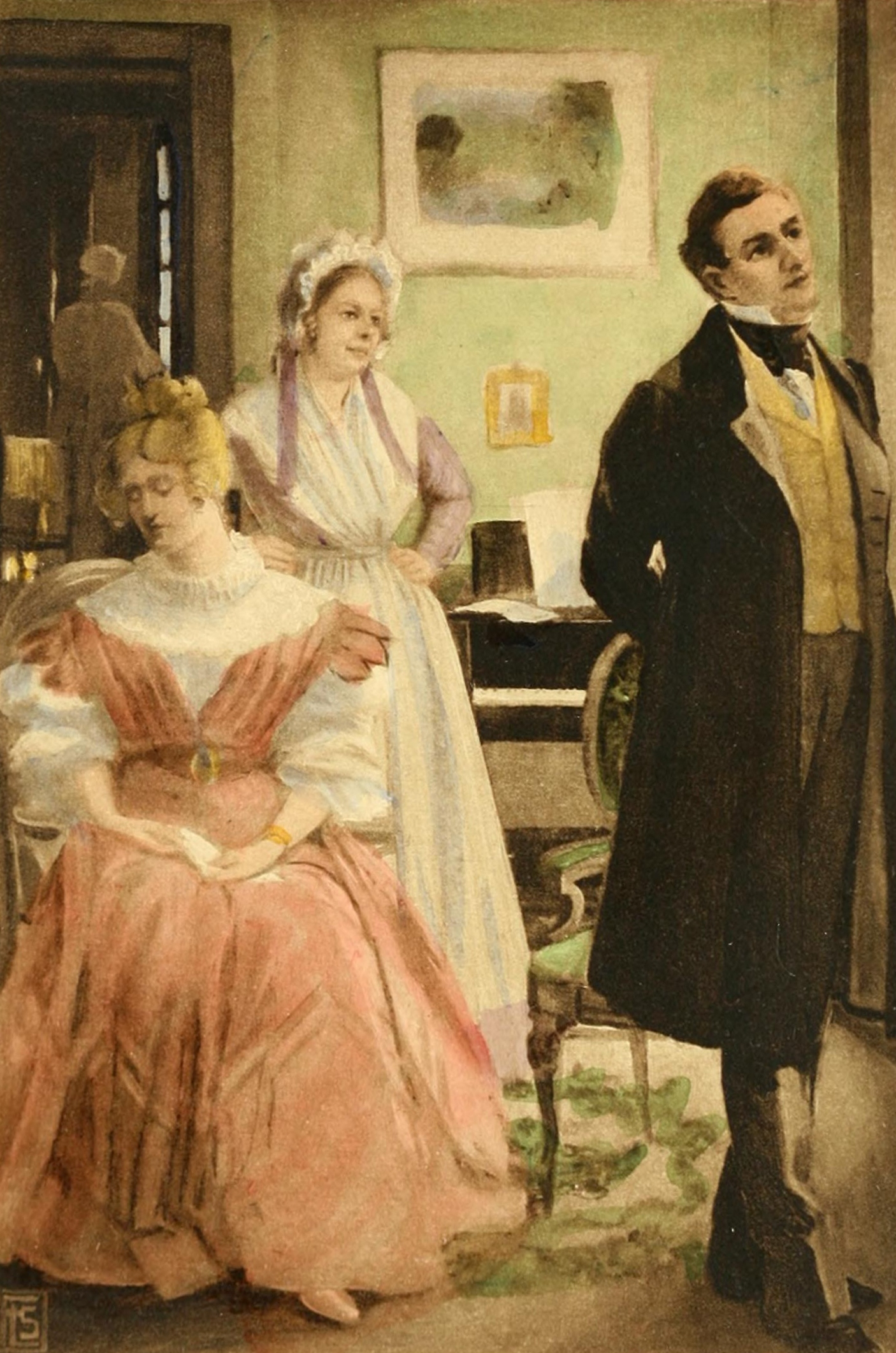
ロザモンド・ヴィンシーとテルティウス・リドゲイト

- ドロシア・ブルック: 大きな野心を持つ知的な裕福な女性であるドロシアは、自分の富を見せびらかすことを避け、叔父のテナントのためにコテージを再設計するなどのプロジェクトに着手する。彼女は年配のエドワード・カソーボン牧師と結婚し、彼の研究「すべての神話の鍵」で彼を助けるという理想主義的な考えを抱いていた。しかし、カソーボンは彼女を真剣に受け止めず、彼女の若さ、熱意、エネルギーに共感を持てないため、彼女はこの結婚は間違いだったと悟る。彼を助けたいというドロシアの要求は、彼が自分の研究が何年も前のものであることを隠すことを難しくしていく。新婚旅行でカサウボンの冷たさに直面したドロシアは、親戚のウィル・ラディスロウと友達になる。カソーボンの死から数年後、彼女はウィルと恋に落ち、彼と結婚する。

- テルティウス・リドゲイト: 理想主義的で才能のある、しかし素朴な若い医師で、比較的貧しいが、生まれは良い。彼は研究を通じて医学を大きく進歩させることを望んでいるが、ロザモンド・ヴィンシーとの不幸な結婚に終わる。彼が誰に対しても責任を負わないことを示そうとする彼の試みは失敗し、最終的に彼は町を離れなければならず、妻を喜ばせるために彼の高い理想を犠牲にした。
- 牧師エドワード・カソーボン: 知ったかぶりで利己的な年配の聖職者で、学問的研究に夢中になりすぎて、ドロシアとの結婚は愛のないものになった。彼の未完の著書「すべての神秘学への鍵」は、キリスト教シンクレティズムの記念碑として意図されているが、ドイツ語が読めないため、彼の研究は時代遅れである。彼はこれを認識しているが、誰にも認めていない。
- メアリー・ガース: カレブとスーザン・ガースの娘で、素朴で親切な子。フェザーストーン氏の看護師を務めている。彼女とフレッド・ヴィンシーは子供時代の恋人だったが、彼が真剣に、実際に、誠実に生きる意思と能力を示すまで、彼に口説かれることはない。
- アーサー・ブルック：ドロシア・ブルックとセリア・ブルックの叔父。しばしば頭を悩ませるは羽目になり、あまり利口ではない。地元では最悪の領主という評判を得ているが、議会では改革派に属している。
- セリア・ブルックス：ドロシアの妹で美人。彼女はドロシアよりも官能的で、姉のような理想主義と禁欲主義は待ち合わせていない。ドロシアがジェームズ・チェタム卿を拒否したとき、彼女が彼と一緒になって幸せになる。
- ジェームス・チェタム卿: 近所の地主で、ドロシアに恋をしており、土地の借り手の条件を改善しようとする彼女の計画を手伝っている。彼女がカソーボンと結婚すると、彼は彼女の妹セリアと結婚する。
- ロザモンド・ヴィンシー: 美しいが、虚栄心が強く、浅薄なロザモンドは、自分の魅力を過大評価し、ミドルマーチ社会を見下している。彼女は、テルティウス・リドゲイトと結婚すれば、自分の社会的地位が高まり、いい暮らしができると思って結婚する。しかし、夫が経済的困難に陥ると、節約しようとする夫を邪魔し、そのような犠牲を払うのは自分に対する侮辱ととる。彼女はその社会的地位を失うという考えに耐えられそうにない。
- フレッド・ヴィンシー: ロザモンドの兄は幼い頃からメアリー・ガースを愛していた。 彼の家族は、彼が聖職者になることで社会的に進歩することを望んでいるが、メアリーが結婚しても結婚しないことを彼は知っている。 叔父のフェザーストーンからの相続を期待して育てられた彼は、浪費家だが、後にメアリーへの愛情を通じて変化し、メアリーの父親の下で勉強することで、メアリーの尊敬を集める職業を見つける。
- ウィル・ラディスロウ: カソーボンのこの若いいとこには財産がない。彼の祖母は貧しいポーランドの音楽家と結婚し、相続を放棄したためである。彼は元気で理想主義で才能のある男だが、決まった職業を持たない。彼はドロシアに恋をしているが、カソーボン氏の財産を失うことなく彼女と結婚することはできない。

## 歴史小説
『ミドルマーチ』のエピソードの展開は、「1829年9月から1832年5月までの間」、つまりこの小説が出版された1871–1872年から40年前に起こったという設定で、歴史小説と呼ばれるほど顕著なギャップはない。ウォルター・スコットの『ウェイバリー　あるいは60年前の物語』（1814年）と較べてみると、『ウェイバリー』は、最初の代表的な歴史小説と見なされることが多く、出版の60年ほど前の物語である。エリオットはそれ以前に、15世紀のフィレンツェを舞台にした、より明らかに歴史的な小説『ロモラ』(1862–1863) を書いている。批評家のキャスリーン・ブレイクとマイケル・ヨーク・メイソンは、ミドルマーチには、「現在に関連して過去を呼び起こす歴史小説として」としての注意が十分に払われていないと主張している。評論家のローズマリー・アシュトンは、小説のこちら側への注意の欠如がその価値を示している可能性があると述べている。つまり、『ミドルマーチ』は成功した歴史小説として、非常に珍しいケースだというのである。実際に、『ミドルマーチ』はあまりに成功を博したので、それが文学のどのジャンルに属すものかという観点で考えることは殆どない。
同時代の読者にとって、現在とは「1867年の第2次改革法が可決された時」である。1832年改革法に対する動揺と、小説の構造を提供する両院での騒々しい議案の通過は、過去のものと見なされていただろう。
『ミドルマーチ』は、歴史小説として分類されることはめったにないが、それが歴史の細部に向けている注意は、気づかれている。1873年の書評で、ヘンリー・ジェイムズはエリオットの「目的は寛大な田舎の歴史家になることだった」と認識している。
他の場所では、エリオットは「想像力豊かな歴史家の役割、さらにはミドルマーチの科学的捜査官の役割、そして彼女の語り手は、地方の生活の社会的および政治的歴史を書くことに伴う歴史学的な問題を意識している」と見られている。この批評家は、この小説を 「歴史の父」としばしば称される「古代ギリシャの歴史家ヘロドトスの作品」と対比させている。

## テーマ

### 地方生活の研究
ノース・ロームシャーのミドルマーチという架空の町は、エリオットがロンドンに引っ越す前に住んでいたコヴェントリーをモデルにしていると思われる。コヴェントリーと同様に、ミドルマーチはシルクリボン製造の町として説明されている。
サブタイトルの「地方生活の研究」は重要なものと見なされてきた。ある批評家は、ミドルマーチの統一は「『地方』の 2 つの意味を融合させること」で達成されたと見ている。
「地方」は、一方では、地理的に「首都を除く国のあらゆる部分」を意味していて、他方では、「野暮」で「狭量」な人を意味している。
キャロリン・スティードマンは、『ミドルマーチ』でのエリオットが地方主義を強調するのを、エリオットが『ミドルマーチ』となった物語に取り組み始めた頃の 1869 年に出版されたマシュー・アーノルドの「文化とアナーキー」のエッセイにおけるイギリスにおける社会階級に関する議論と結び付けている。アーノルドはそこで、英国社会を野蛮人（貴族と地主階級）、ペリシテ人（都市の中流階級）、民衆（労働者階級）に分類した。スティードマンは、ミドルマーチは「ペリシテ人の地方主義の肖像」であると示唆している
『ミドルマーチ』のヒロインのドロテアが本の最後で行ったように、エリオットがロンドンに行ったことは注目に値する。ロンドンでエリオットは当時のほとんどの女性をはるかに超える名声を獲得したが、その一方、ドロテアはウィルと彼女の家族の世話をする役割を背負い込んだ。エリオットは、ルイスとの内縁関係に落ち着いた後、家族から拒絶され、「彼らの深刻な不承認により、彼女は二度と家に帰ることができなかった」。 彼女は1855 年のミッドランズへの最後の訪問からコヴェントリーを外した。

### "女性の問題"
『ミドルマーチ』の中心にあるのは、エリオットのヒロインが、「素晴らしい感情もしばしば間違った部分を持ち、優れた信仰も幻想の部分を持つという、不完全な社会状態の状況の中で」間違った時代に生きているため、ドロテア・ブルックは聖テレサのような人物の英雄的な地位には到達できない考えが、『ミドルマーチ』の中心にある。ソフォクレスの戯曲で最もよく知られているギリシア神話の人物であるアンティゴネは、英雄的な女性のさらなる例として「終幕」に登場させられている。
文芸評論家のキャスリーン・ブレイクは、エリオットが聖テレジアのキリスト教の神秘主義よりも「非常に具体的な成果、宗教秩序の改革」を強調していることに注目している。
フェミニストの批評家による頻繁な批判は、ドロテアが聖テレサやアンティゴーヌほどにも英雄的でないだけでなく、ジョージ・エリオット自身も英雄的でないという。それに応じて、ルース・イェーゼルとキャスリーン・ブレイクは、これらのフェミニスト批評家を「人の一生で女性たちがほとんどチャンスを与えられていなかった[1830年代]に、成功した強い女性というあり得ない映像を期待する」ものだと非難した。
エリオットはまた、ドロテアがウィル・ラディスロウと結婚することで小説を終わらせたことで、より広く批判されてきた。 
小説家ヘンリー・ジェイムズは、ラディスロウを「非常に気高く精力的なヒロインによって選ばれた男に不可欠な集中力のある熱意を持っていない」ディレッタントとコメントしている。

### 結婚
結婚は、『ミドルマーチ』の主要なテーマの 1 つである。ジョージ・シュタイナーによれば、「両方の主要な筋書き [ドロテアとリドゲイトの筋書き] は、失敗に終わった結婚の事例研究である」。これは、これらの「破滅的な結婚」がドロテアとリドゲイトの人生を満たさないままにしておくことを示唆している。これはおそらく、ウィル・ラディスロウとの後の結婚を通じて二度目のチャンスを得るドロテアよりもリドゲイトの場合に当てはまるが、この結婚の好意的な解釈は、多くの批評家がドロテアのものと見なしているラディスロウ自身の性格に依存している。さらに、ドロテアの妹セリア・ブルックとジェームズ・チェタム卿との「無意味でおめでたい」結婚、さらに重要なのはフレッド・ヴィンシーのメアリー・ガースへの求愛がある。
後者の場合、メアリー・ガースは、フレッドが教会を捨ててより適切なキャリアに落ち着くまで、フレッドを受け入れていない。ここで、フレッドはヘンリー・フィールディングのキャラクターであるトム・ジョーンズに似ており、どちらも女性に与え、女性から受け取る愛によって良い夫になっていく。
ドロテアは、間違った世紀に生まれ、地方のミドルマーチで生まれた聖テレジアであり、彼女の理想主義的な熱意を「貧しい乾いたミイラ化した衒学者... 召命の天使のようなもの」と取り違えている。
ミドルマーチは、ある意味で、主人公の心理的または道徳的な成長に焦点を当てた教養小説である。ドロテアは、「盲目的に手探りで前進し、時に愚かで、時に自己中心的で、しかし立派に理想的な試みで、自分の本質を満たす役割や天職を見つけようと失敗を繰り返す。リドゲイトは、パートナーの選択においても同様に間違っています。彼の考える完璧な妻は、「歌ったりピアノを弾いたり、夫が仕事の後に休むための柔らかいクッションを提供したりできる人」である。それで彼は、「ドロテアと最も対照的な小説の女性」であるロザモンド・ヴィンシーと結婚し、それによって「ロンドンの熱心な研究者からファッショナブルな医者に堕落する」。

## 日本語訳
- 「ミドルマーチ」、廣野由美子訳、光文社古典新訳文庫 全4巻
- 「ミドルマーチ」、工藤好美・淀川郁子訳、講談社文芸文庫 全4巻
- 「ミドルマーチ　ある田園生活の研究」前・後編、荻野昌利訳、大阪教育図書、2020年3月
- 「ミドルマーチ　ジョージ・エリオット全集」上・下、福永信哲訳、彩流社、2024年3月